# Tracy Spiridakos
Tracy Spiridakos (Winnipeg, 20 februari 1988) is een Canadese actrice. Spiridakos is het meest bekend van haar werk in de televisieserie Chicago P.D., waarin ze van 2017 tot en met 2024 een van de hoofdrolspelers was als rechercheur Hailey Upton.

## Filmografie
- Biblioteca Nacional de España: XX5427445
- Bibliothèque nationale de France: cb169167709 (data)
- International Standard Name Identifier: 0000 0004 3986 1334
- Library of Congress Control Number: no2014105683
- Nederlandse Thesaurus van Auteursnamen: 383851564
- Virtual International Authority File: 311573941
- WorldCat: E39PBJjMxdkxD44KJjXjyXcwYP